# Liste de jeux Windows (P)
Cette liste de jeux Windows dont le titre commence par la lettre P recense des jeux vidéo sortis sur le système d'exploitation Windows pour PC.
Pour un souci de cohérence, la liste utilise les noms français des jeux, si ce nom existe.
Cette liste est découpée, il est possible de naviguer entre les pages via le sommaire.
- Pac-Man 256
- Pac-Man: Adventures in Time
- Pac-Man All-Stars
- Pac-Man et les Aventures de fantômes
- Pac-Man Championship Edition DX
- Pac-Man Championship Edition 2
- Pac-Man Museum
- Pac-Man World 2
- Pac-Man World 3
- Pac-Man World Rally
- Pacific Fighters
- Pacific General
- Pacific Storm
- Pacific Storm 2
- Pacific Warriors
- Pacific Warriors 2: Dogfight!
- Pagan Online
- Painkiller
  - Painkiller: Battle Out of Hell
  - Painkiller: Overdose
  - Painkiller: Resurrection
  - Painkiller: Redemption
  - Painkiller: Recurring Evil
- Painkiller: Hell and Damnation
- Pako 2
- Palace of Deceit, The
- Paladins : Champions du Royaume
- Palworld
- Pandemonium
- Pandemonium 2
- Pandora Directive, The
- Pandora's Box
- Pang Adventures
- PangYa
- Panique à Mickey Ville
- Panthère rose, La : Passeport pour le danger
- Panthère rose 2, La : Destination mystère
- Pantsu Hunter: Back to the 90s
- Panty Raider: From Here to Immaturity
- Panzar: Forged by Chaos
- Panzer Campaigns
- Panzer Commander
- Panzer Dragoon
- Panzer Dragoon: Remake
- Panzer Dragoon Voyage Record
- Panzer Elite
- Panzer Elite Action: Fields of Glory
- Panzer General
- Panzer General II
- Panzer General 3D: Assault
- Panzer General III: Scorched Earth
- Panzer Paladin
- Panzer Tactics
- Panzer Tactics HD
- Paper Beast
- Papers, Please
- Papo et Yo
- Papyrus : La Malédiction de Seth
- Papyrus : Le Secret de la cité perdue
- Papyrus : La Vengeance d'Aker
- Paradigm
- Paradise
- Paradise Cracked
- Paradise Killer
- Paradise Lost: First Contact
- Paragon
- Paralives
- Paranautical Activity
- Paranoia: Happiness Is Mandatory
- Paranormal Activity : L'Âme perdue
- ParaWorld
- Pariah
- Paris 1313 : Le Disparu de Notre-Dame
- Paris-Dakar Rally
- Paris-Marseille Racing
- Paris-Marseille Racing II
- Paris-Marseille Racing : Édition Tour du monde
- Paris-Marseille Racing : Destruction Madness
- Paris-Marseille Racing : Police Madness
- Park, The
- Parkasaurus
- Parkitect
- Parkan: Iron Strategy
- Parodius
- Parrain, Le
- Parrain 2, Le
- Parsec47
- Partners, The
- Party Animals
- Party Hard
- Party Hard 2
- Party Hard Tycoon
- Passage
- Past Cure
- Path of Exile
- Path, The
- Pathfinder: Kingmaker
- Pathless, The
- Pathologic
- Pathologic 2
- Patisserie Nanyanko
- Pato Box
- Patrician II: Quest for Power
- Patrician III: Rise of the Hanse
- Patrician IV
- Patrol Officers : La loi c'est moi !
- Pavillon noir
- Pax Corpus
- Pax Imperia: Eminent Domain
- Pax Nova
- Pax Romana
- Payday: The Heist
- Payday 2
- PC Basket 2003
- PC Building Simulator
- PDC World Championship Darts
- PDC World Championship Darts 2008
- PeaceMaker
- Peak
- Peaky Blinders: Mastermind
- Pearl Harbor: Defend the Fleet
- Pearl Harbor: Shadows over Oahu
- Pearl Harbor: Zero Hour
- Pedestrian, The
- Peggle
- Peggle Nights
- Pékin 2008
- Penguin Adventure
- Penny Arcade Adventures: On the Rain-Slick Precipice of Darkness
- Penumbra: Overture
- Penumbra: Black Plague
  - Penumbra: Requiem
- People's General
- Pepper's Adventures in Time
- Perception
- Perfect Ace: Pro Tournament Tennis
- Perfect Cherry Blossom
- Perfect General, The
- Perfect Weapon
- Perfect World
- Perimeter
  - Perimeter: Emperor's Testament
- Perimeter 2
- Perry Rhodan: Operation Eastside
- Perry Rhodan : Le Mythe des Illochim
- Persian Wars
- Persona 4: The Golden
- Perspective
- Pet Racer
- Pétanque : Le Jeu du Centenaire
- Pete Sampras Tennis 97
- Peter Jacobsen's Golden Tee Golf
- Peter Pan : Aventures au Pays Imaginaire
- Petit Monde de Charlotte, Le
- PewDiePie: Legend of the Brofist
- PGA Championship Golf
- PGA Championship Golf 99
- PGA Championship Golf 2000
- PGA Tour 2K21
- PGA Tour Golf
- Phantasmagoria
- Phantasmagoria II : Obsessions fatales
- Phantasmagoria of Flower View
- Phantasy Star II
- Phantasy Star III: Generations of Doom
- Phantasy Star IV: The End of the Millennium
- Phantasy Star Online: Blue Burst
- Phantasy Star Online: Blue Burst - Episode IV
- Phantasy Star Online 2
- Phantasy Star Universe
  - Phantasy Star Universe: Ambition of the Illuminus
- Phantom Brave
- Phantom Breaker: Battle Grounds
- Phantom Doctrine
- Phantom Dust
- Phantom -PHANTOM OF INFERNO-
- Phantom: Requiem for the Phantom
- Pharaon
- Phasmophobia
- Phoenix Point
- Phoenix Wright: Ace Attorney
- Phoenix Wright: Ace Attorney - Justice for All
- Phoenix Wright: Ace Attorney - Trials and Tribulations
- Piano, The
- Pic rouge, Le : L'Auberge de l'alpiniste mort
- Pid
- Pier Solar and the Great Architects
- Ping Pong Palz
- Pilgrim : Par le livre et par l'épée
- Piliers de la Terre, Les
- Pillars of Eternity
  - Pillars of Eternity: The White March
- Pillars of Eternity II: Deadfire
- Pillars of Garendall
- Pilot Brothers: On the Track of Striped Elephant
- Pilot Down : Derrière les lignes ennemies
- Pinball Arcade, The
- Pinball Builder
- Pinball FX
- Pinball Madness
- Pinball Madness 2
- Pinball Madness 3
- Pinball Madness 4
- Pineview Drive
- Pingus
- Pink Panther : À la poursuite de la Panthère rose
- Pink Panther, The: Hokus Pokus Pink
- Pipe Mania
- Pipeline
- Pirates des Caraïbes
- Pirates des Caraïbes : La Légende de Jack Sparrow
- Pirates des Caraïbes : Jusqu'au bout du monde
- Pirates des Caraïbes Online
- Pirates of Black Cove
- Pirates of the Burning Sea
- Pistol Whip
- Pit People
- Pitfall: The Mayan Adventure
- Pitfall : L'Expédition perdue
- Pix the Cat
- PixARK
- Pixel Piracy
- PixelJunk Eden
- PixelJunk Monsters
- PixelJunk Monsters 2
- PixelJunk Shooter
- PixelJunk Shooter 2
- Pizza Connection 2
- Pizza Syndicate
- Plague Inc: Evolved
- Plan, The
- Planes
- Planescape: Torment
- PlaneShift
- Planet Alpha
- Planet Coaster
- Planet Hot Wheels
- Planet of the Apes: Last Frontier
- Planet Zoo
- Planetarian ～chiisana hoshi no yume～
- Planetary Annihilation
- Planetbase
- Planète au trésor, La
- Planète au trésor, La : La Bataille de Procyon
- Planète au Trésor, La: Treasure Racer
- Planète des singes, La
- Planets Under Attack
- PlanetSide
  - PlanetSide: Core Combat
  - PlanetSide : Fin d'Oshur
  - PlanetSide: Aftershock
  - PlanetSide: Reserves
- PlanetSide 2
- PlanetSide Arena
- Plantes contre zombies
- Plants vs. Zombies: Garden Warfare
- Plants vs. Zombies: Garden Warfare 2
- Platoon
- Platypus
- Playboy: The Mansion
- PlayerUnknown's Battlegrounds
- Playtoons 1 : Oncle Archibald
- Playtoons 2 : Spirou - Micmac à Champignac
- Playtoons 3 : Le Secret du château
- Playtoons 4 : Spirou - Le Prince Mandarine
- Playtoons 5 : La Pierre de Wakan
- Please, Don't Touch Anything
- Plumbers Don't Wear Ties
- Plumo au zoo !
- Plumo à la ferme !
- Plumo au parc !
- Plumo au cirque !
- POD: Planet of Death
- Point Rescue Arcade (Magellanic Games LTD)
- Poker Academy
- Poker Night at the Inventory
- Poker Night 2
- Poker Smash
- PokerTH
- Polaris SnoCross
- Pôle express, Le
- Police Quest: Open Season
- Police Quest: SWAT
- Police Quest: SWAT 2
- Police: Tactical Training
- Political Machine, The
- Political Machine 2008, The
- Political Machine 2012, The
- Political Machine 2016, The
- Political Tycoon
- Poly Bridge 2
- Pompéi
- Pong: The Next Level
- Pontifex
- Pontifex II
- Pony Island
- Poöf vs. The Cursed Kitty!
- Pool of Radiance: Ruins of Myth Drannor
- Pool Panic
- Pool Paradise
- Pool Shark 2
- Pop Idol
- Pop'n Pop
- Popful Mail
- Popotan
- Poppy Playtime chapter 1
- Poppy Playtime chapter 2
- Populous : À l'aube de la création
- Port Royale : Argent, Pouvoir et Pirates
- Port Royale 2
- Port Royale 3
- Portal
- Portal 2
- Portal Knights
- Portal Stories: Mel
- Portugal 1111: A Conquista de Soure
- Post Master
- Post mortem
- Post Scriptum: The Bloody Seventh
- Post Void
- Postal
- Postal²
  - Postal²: Share the Pain
  - Postal²: Apocalypse Weekend
- Postal III
- Postal 4: No Regerts
- Postal Redux
- Pouce-Pouce sauve le zoo
- Pouce-Pouce voyage dans le temps
- Pouce-Pouce entre dans la course
- Pouce-Pouce découvre le cirque
- Pour l'or et la gloire : La Route d'Eldorado
- Power Chess
- Power Diggerz
- Power Rangers : Force Cyclone
- Power Rangers : La Force du temps
- Power Rangers: Lightspeed Rescue
- Power Rangers: Super Legends
- Power Rangers Zeo vs. The Machine Empire
- Power Spike Pro Beach Volleyball
- Powerdrome
- Powerhouse
- Powernode
- Powerslide
- PoxNora
- Praey for the Gods
- Praetorians
- Precursors, The
- Predator: Hunting Grounds
- Prehistorik
- Premier Manager 97
- Premier Manager 98
- Premier Manager Ninety-Nine
- Premier Manager (2002)
- Premier Manager 2003-04
- Premier Manager 2004-2005
- Premier Manager 2005-2006
- Premier Manager 08
- Premier Manager 09
- Pretentious Game
- Prey (2006)
- Prey (2017)
  - Prey: Mooncrash
  - Prey: Typhon Hunter
- Pride of Nations
- Primal Carnage
- Primal Carnage: Extinction
- Primal Prey
- Prime World
- Primitive Wars
- Primordia
- Prince Interactive
- Prince of Persia 3D
- Prince of Persia : Les Sables du Temps
- Prince of Persia : Les Sables du Temps Remake
- Prince of Persia : L'Âme du guerrier
- Prince of Persia : Les Deux Royaumes
- Prince of Persia (2008)
- Prince of Persia : Les Sables oubliés
- Prince of Qin
- Princess Lover!
- Princess Maker
- Princess Maker 2
- Princess Maker 3: Fairy Tales Come True
- Princess Maker 4
- Princess Maker 5
- Princess Evangile All Ages Version
- Prism Ark Love² Maximum
- PRISM: Guard Shield
- Prism: Light the Way
- Prismata
- Prison Architect
- Prison Break: The Conspiracy
- Prison of Lies
- Prison Tycoon
- Prison Tycoon 2
- Prison Tycoon 3
- Prisoner of Ice
- Prisoner of War
- Privateer 2: The Darkening
- Privates
- Pro 18: World Tour Golf
- Pro Basketball Manager 2016
- Pro Basketball Manager 2017
- Pro Basketball Manager 2019
- Pro Beach Soccer
- Pro Chess World Champion V.6
- Pro Cycling Manager
- Pro Cycling Manager Saison 2006
- Pro Cycling Manager Saison 2007
- Pro Cycling Manager Saison 2008
- Pro Cycling Manager Saison 2009
- Pro Cycling Manager Saison 2010
- Pro Cycling Manager Saison 2011
- Pro Cycling Manager Saison 2012
- Pro Cycling Manager Saison 2013
- Pro Cycling Manager Saison 2014
- Pro Cycling Manager Saison 2015
- Pro Cycling Manager Saison 2016
- Pro Cycling Manager Saison 2017
- Pro Cycling Manager Saison 2018
- Pro Cycling Manager Saison 2019
- Pro Evolution Soccer 3
- Pro Evolution Soccer 4
- Pro Evolution Soccer 5
- Pro Evolution Soccer 6
- Pro Evolution Soccer 2008
- Pro Evolution Soccer 2009
- Pro Evolution Soccer 2010
- Pro Evolution Soccer 2011
- Pro Evolution Soccer 2012
- Pro Evolution Soccer 2013
- Pro Evolution Soccer 2014
- Pro Evolution Soccer 2015
- Pro Evolution Soccer 2016
- Pro Evolution Soccer 2017
- Pro Evolution Soccer 2018
- Pro Evolution Soccer 2019
- Pro Pilot
- Pro Pilot '99
- Pro Pinball: The Web
- Pro Pinball: Timeshock!
- Pro Pinball: Big Race USA
- Pro Pinball: Fantastic Journey
- Pro Rally 2001
- Pro Rugby Manager
- Pro Rugby Manager 2005
- Pro Rugby Manager 2015
- Pro Yakyū Famista Online 2010
- Pro Yakyū Team o Tsukurō! Online
- Professional Manager 2005
- Profession Cavalière
- Probotector
- Probotector II: Return of the Evil Forces
- Prodeus
- Professor Heinz Wolff's Gravity
- Progress Quest
- Project CARS
- Project CARS 2
- Project CARS 3
- Project Eden
- Project Freedom
- Project Hospital
- Project I.G.I.
- Project Nomads
- Project Reality
- Project Snowblind
- Project Spark
- Project Xenoclone
- Project Zomboid
- Projection: First Light
- ProStroke Golf: World Tour 2007
- Proteus
- ProtoGalaxy
- Proton Bus Simulator
- Protöthea
- Prototype
- Prototype 2
- Psi-Ops: The Mindgate Conspiracy
- Le Psy, c'est vous - Cas n°1 : Lucienne A.
- Le Psy, c'est vous - Cas n°2 : Feliciano B.
- Psycho-Pass: Mandatory Happiness
- Psychonauts
- Psychonauts 2
- Psychotoxic : Gateway to Hell
- Puchi Carat
- Puddle
- Pikuniku
- Puma Street Soccer
- Punch Club
- Punisher, The (2005)
- Pure
- Pure Hidden
- Pure Pinball
- Pure Pure Mimi to Shippo no Monogatari
- Push Me Pull You
- Putrefaction
- Putt-Putt Goes to the Moon
- Putt-Putt Joins the Parade
- Puyo Pop Fever
- Puyo Puyo Champions
- Puyo Puyo Sun
- Puyo Puyo Tetris
- Puyo Puyo Tetris 2
- Puzzle Agent
- Puzzle Agent 2
- Puzzle Bobble
- Puzzle Bobble 2
- Puzzle Bobble 3
- Puzzle Bobble 4
- Puzzle Bots
- Puzzle Kingdoms
- Puzzle Pirates
- Puzzle Quest: Challenge of the Warlords
- Puzzle Quest 2
- Puzzle Quest: Galactrix
- Puzzlegeddon
- Pyjama Sam : Héros de la nuit
- Pyjama Sam : Héros du goûter
- Pyre
- Pyst

| Sommaire : | Haut - A B C D E F G H I J K L M N O P Q R S T U V W X Y Z 0-9 |